# Musée international d’art naïf Anatole Jakovsky

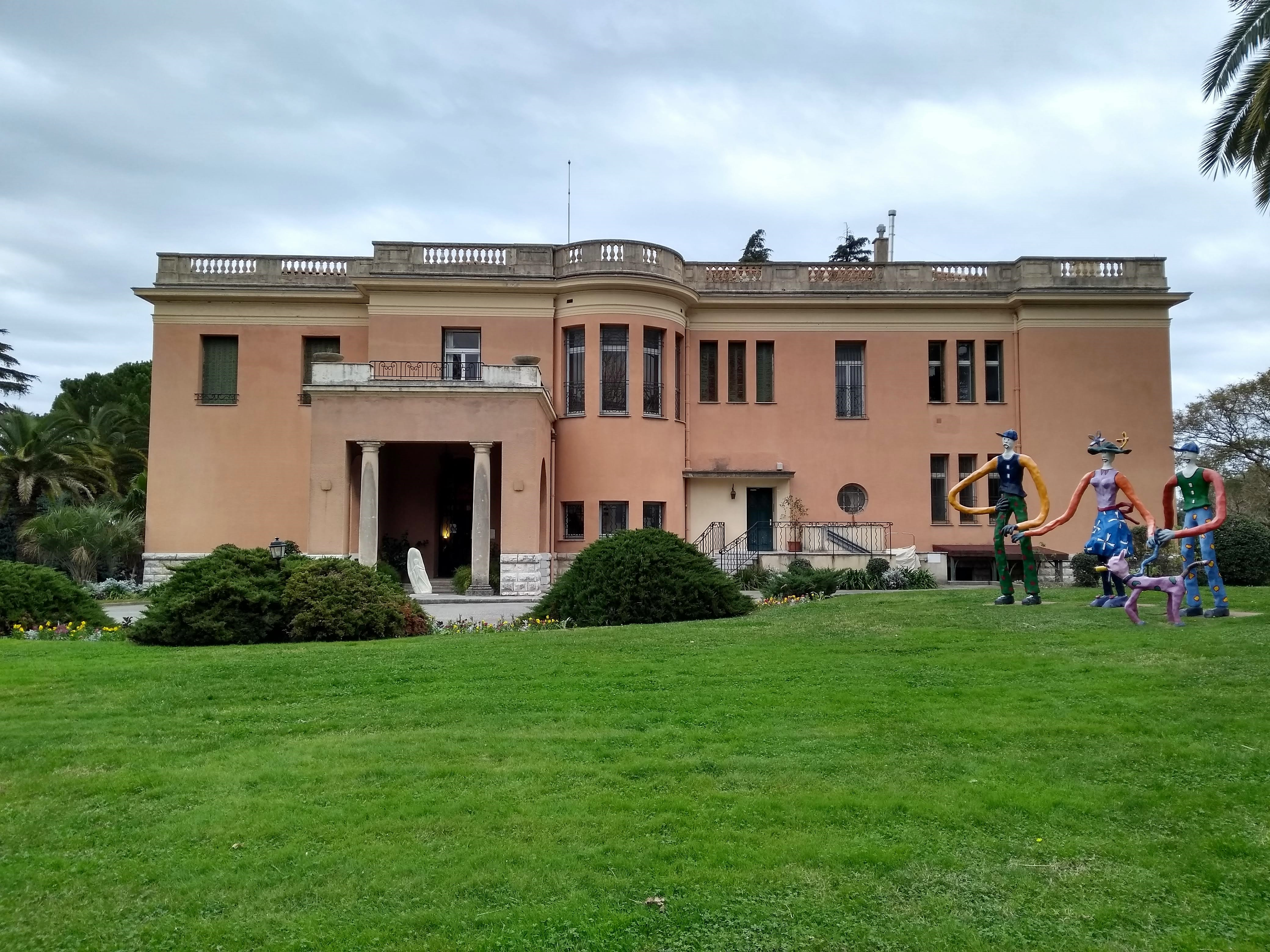
Das Museum, 2020

Das Musée international d’art naïf Anatole Jakovsky ist ein Kunstmuseum in Nizza. Das nach dem Stifter Anatole Jakovsky benannte Museum zeigt Werke der Naiven Kunst und der Art brut.

## Beschreibung

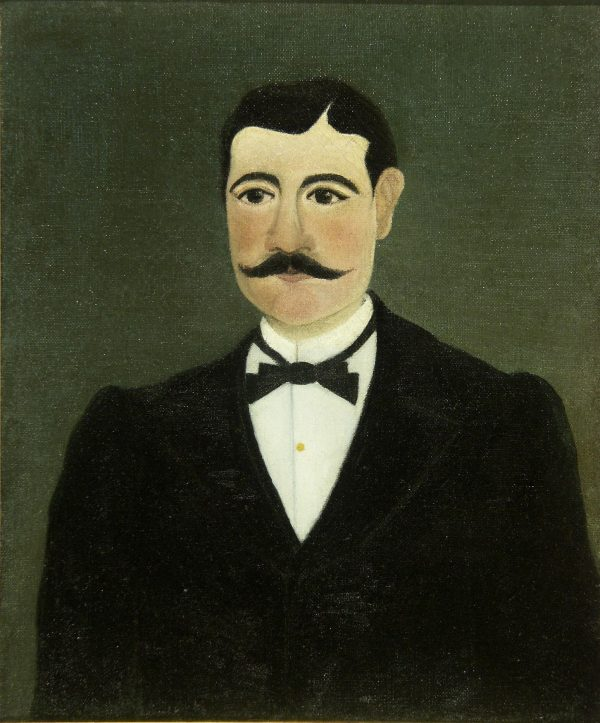
Henri Rousseau: Bildnis des Frumence Biche

Das am 5. März 1982 eröffnete Museum geht zurück auf den Kunstkritiker Anatole Jakovsky und seine Frau Renée. Das Paar hatte zuvor ihre international ausgerichtete Sammlung mit Arbeiten der Naiven Kunst und des Art brut der Stadt Nizza gestiftet. Für das Museum stellte die Stadt das Château Sainte Hélène in der Avenue de Fabron zur Verfügung. In dieser Villa mit großem Park hatte in den 1920er Jahren der Parfümeur François Coty gewohnt. Dessen Tochter Christiane Coty verkaufte das Gebäude 1973 an die Stadt.
Die Sammlung umfasst rund 600 Werke von Künstlern aus der Zeit des 18. Jahrhunderts bis zur Gegenwart. Neben Gemälden gehören auch Zeichnungen, Plakate und Skulpturen zur Sammlung. Bekannte Werke sind beispielsweise die Gemälde L’Horloge von Jules Lefranc, Signes ou formes abstraites von Gaston Chaissac, Bildnis des Frumence Biche von Henri Rousseau und Composition (Histoire naturelle) von Scottie Wilson. Hinzu kommen das Blumenstillleben Corbeille de fleurs von Séraphine Louis, die Museumsansicht Le Musée International d’Art Naïf von Thérèse Pouget und das Bildnis des Museumsgründers Portrait d’Anatole Jakovsky von Gertrude O’Brady. Darüber hinaus gibt es Keramikarbeiten wie Souvenirs de la Promenade von Danielle Jacqui und kunsthandwerkliche Objekte wie La Maison von Auguste Forestier. Andere Arbeiten im Museum stammen von den Künstlern André Bauchant, Camille Bombois, René Rimbert, Grandma Moses, Louis Vivin, Anselme Boix-Vives, Ivan Generalić, Josip Generalić, Ivan Lacković, Vincent Bouillat, Vincent Haddelsey, Ivan Rabuzin, Antonio Ligabue, Ferdinand Desnos und Miguel García Vivancos. Neben der Museumssammlung gibt es einige Dauerleihgaben aus dem Pariser Musée National d’Art Moderne im Centre Georges-Pompidou. Im Park des Museums finden sich Skulpturen von Frédéric Lanovsky.